# Papkeszi
Papkeszi je vas na Madžarskem, ki upravno spada pod podregijo Veszprémi Županije Veszprém.